# Hotel Neptun
L'Hotel Neptun est un hôtel 5 étoiles situé sur une plage de la mer Baltique dans la station balnéaire de Warnemünde en Allemagne. Ouvert en 1971, c'est avec ses 64 mètres c'est le deuxième plus haut bâtiment de Rostock.
En République démocratique allemande, la quasi-totalité des hôtels haut de gamme étaient des Interhotels. L'hôtel Neptun faisait exception car il dépendait de la Handelsorganisation. L'hôtel de 19 étages et 338 chambres devient le premier centre de thalassothérapie certifié en Allemagne après 1990 et propose une piscine d'eau de mer au quatrième étage avec vue sur la mer Baltique. En tant qu'« hôtel bien-être », il fait partie de la DSR Hotel Holding, filiale de la Deutsche Seereederei Rostock (DSR).
Après la réunification allemande, le bâtiment est rénové. L'hôtel exploite trois restaurants, un restaurant à vins, un café panoramique et un bar à ciel ouvert au 19ème étage, deux bars intérieurs, un bar de plage et la discothèque Da Capo. En 2018, il compte plus de 300 employés, dont environ 70 stagiaires dans l'hôtel.

## Histoire
La construction dure de 1969 et 1971 et l'hôtel est inauguré au printemps 1971. Les maîtres d'œuvre sont le combinat pour le logement (VEB, Wohnungsbaukombinat) et la société suédoise SIAB. Les architectes Fritz Jaenecke (sv) et Sten Samuelson (sv) conçoivent le bâtiment de sorte que les quelque 350 chambres aient vue sur la mer. L'aspect artistique, qui comprend un mur structurel en ardoise, est confié à Jo Jastram.
Initialement, l'hôtel est uniquement destiné aux touristes étrangers, pourvoyeurs de devises étrangères. Après le 8e congrès du SED et la transition de Walter Ulbricht à Erich Honecker, environ 80 pour cent des quelque 700 lits de l'époque sont réservés aux Allemands de RDA, dans le cadre de l'« unité de politique économique et sociale ». Conformément à la devise « tout le monde vit pareillement », la plupart des chambres sont occupées par le service des vacances du syndicat FDGB. Les places sont attribuées pour 310 Marks pour douze jours de pension complète via les commissions vacances des entreprises, les vacanciers étant sélectionnés selon des critères « socialistes ». Néanmoins, l'hôtel a la catégorie de prix la plus élevée de la RDA avec le niveau de prix "S + 200", ce qui se reflète surtout au niveau des services de restauration qui ne sont pas inclus en pension complète.
L'hôtel possède à l'époque un complexe de restaurants dans la Schillerstrasse voisine, qui abrite divers restaurants internationaux. À noter pour un hôtel de RDA des années 1970 : une piscine d'eau de mer directement au 2ème étage de l'hôtel, une piscine d'eau de mer attenante à vagues et le bar au 19ème étage dont le toit peut être ouvert la nuit pour la « danse sous les étoiles ». La première discothèque de la RDA est située au sous-sol du Neptun - aujourd'hui le DaCapo. Le restaurant Grillstube Broiler est l'un des rares à avoir gardé son nom du temps de la RDA. On y trouve  aussi le restaurant de l'hôtel Dünenfein, le restaurant de poisson Genusshafen et le restaurant Weineck. Dans le hall, à côté de la réception, se trouve la boutique de l'hôtel "Neptun Welt", deux magasins de vêtements et le bar du hall avec de la musique jouée au piano en direct.
Outre les vacanciers de RDA, les hommes d'affaires de l'Ouest apprécient y séjourner. On y croise aussi des invités d'État comme Fidel Castro, mais aussi des hommes politiques ouest-allemands comme Uwe Barschel et Willy Brandt, ce qui en fait d'ailleurs le lieu où la Stasi recueille des informations. C'est ainsi que le Neptune a reçu, dans la culture populaire, le surnom de « Stasi Hotel ».
Les contacts entre les citoyens de l'Est et de l'Ouest entraînent un développement du marché noir, qui est freiné par l'introduction d'une obligation de change dans une monnaie spécialement créée. Il devient obligatoire pour chaque invité d'échanger sa propre monnaie contre de l'« argent Neptune ». Cependant, l'approvisionnement de l'hôtel, par exemple en nourriture de haute qualité, ne pouvait souvent être assuré que par des transactions de troc. Alexander Schalck-Golodkowski, le « fournisseur de devises », avait même une suite permanente dans l'hôtel pour en assurer la coordination commerciale.
L'hôtel est certifié par l'Association des centres de thalassothérapie allemands. Le « Neptun Spa » avec une piscine de mer est agrandi après la chute du mur. L'hôtel est l'hôtel partenaire officiel du parcours de golf de Warnemünde près d'Elmenhorst, qui a ouvert ses portes en 2009. L'ancien athlète Grit Breuer-Springstein y travaille comme entraîneur de golf.
L'hôtel fut fréquenté notamment par Uwe Barschel, Fidel Castro, Armin Mueller-Stahl, Sigmund Jähn, Erwin Geschonneck, Helmut Schmidt, Friede Springer (en), Christine Neubauer, Jürgen von der Lippe, Udo Lindenberg, Gisela May, Hanna Schygulla, Till Lindemann, Katrin Sass, Bettina Böttinger (en), Natalia Wörner, Don King, Max Herre, Reiner Calmund (en), Guido Westerwelle, Angela Merkel, Frank-Walter Steinmeier, Nina Hagen.

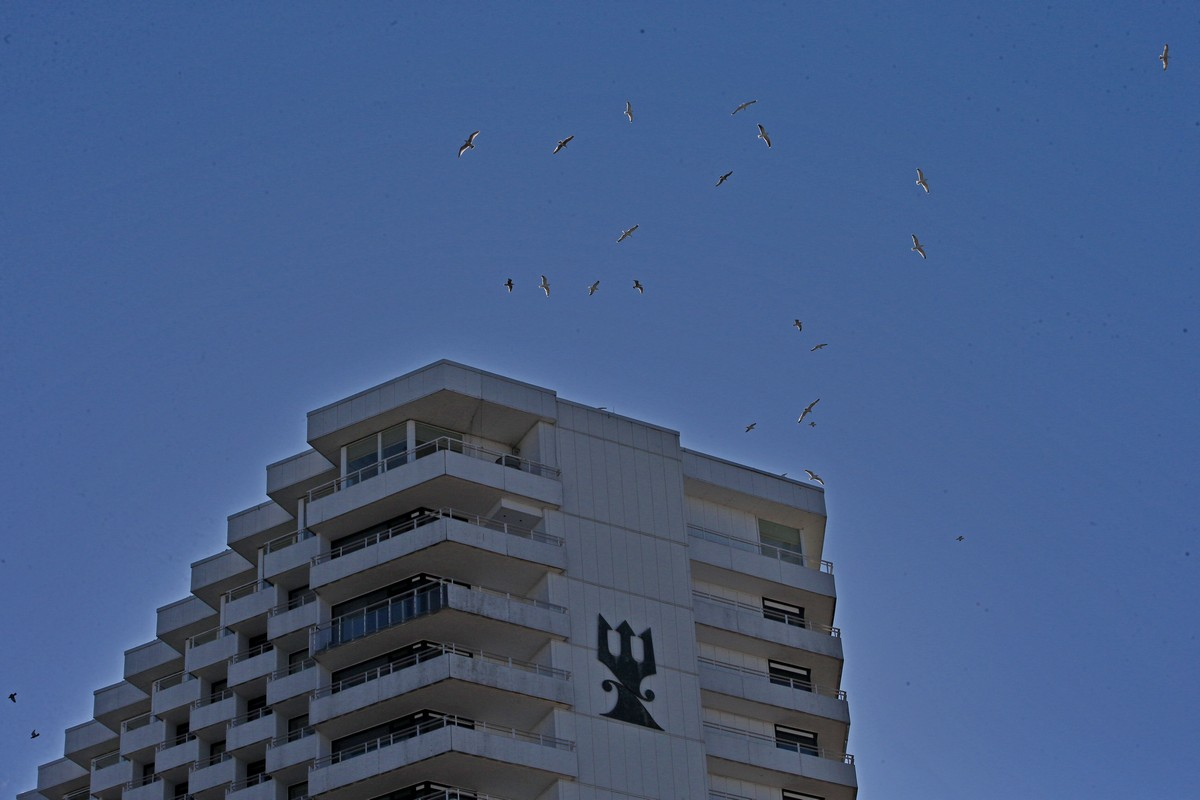
Étages supérieurs.
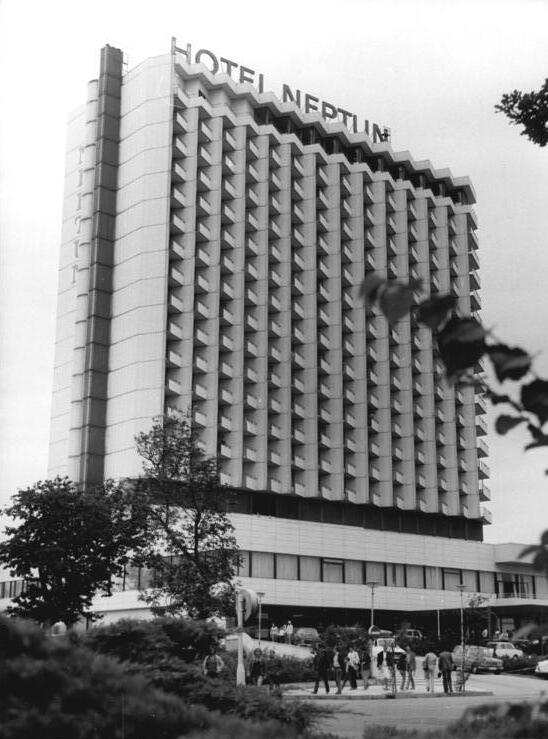
En 1982.
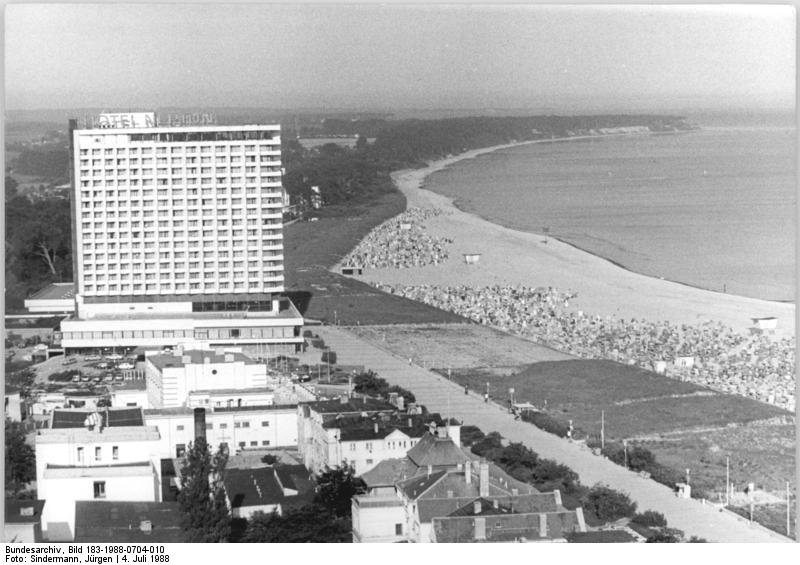
En 1988.